# Symbolisme des métaux
 (juillet 2009).
Si vous disposez d'ouvrages ou d'articles de référence ou si vous connaissez des sites web de qualité traitant du thème abordé ici, merci de compléter l'article en donnant les références utiles à sa vérifiabilité et en les liant à la section « Notes et références ».
Le symbolisme des métaux concerne les métaux dans leur capacité à désigner, à signifier, voire à exercer une influence. Le métal en général a son symbolisme (il représente la solidité, la matérialité), et chaque métal en particulier a son symbolisme (l'or représente la perfection, le fer la guerre). Sous peine de délire, la symbolique des métaux doit rester dans le cadre de la métallurgie et des caractéristiques des métaux : un métal est un "corps simple, bon conducteur de la chaleur et de l'électricité, libérant des cations et donnant des oxydes généralement basiques par combinaison avec l'oxygène et doué d'un éclat souvent brillant".

## Distinctions
- Métaux réels ou fictifs. L'orichalque est un métal fictif ; dans le Critias (114e), Platon le décrit comme un métal utilisé couramment par les Atlantes, habitants de la légendaire Atlantide :

"L’île fournissait la plupart des choses nécessaires à la vie. D’abord, tous les métaux, durs ou malléables, extraits du sol par le travail de la mine, sans parler de celui dont il ne subsiste aujourd’hui que le nom, mais dont en ce temps-là il y avait plus que le nom, de cette espèce qu’on extrayait de la terre en maints endroits de l’île, l’orichalque. C'était alors le métal le plus précieux après l’or."
Métaux précieux (or, argent, platine) ou non (cuivre, plomb, étain). Métaux solides ou non (mercure). Métaux natifs ou non. Les métaux font partie des minéraux, qui comprennent aussi - pour ne citer que ce qui intéresse le symbolisme - les non-métaux (diamant, soufre), les sulfures (cinabre, réalgar), les silicates (quartz, opale, topaze, béryl).
- Symbole, symbolique, symbolisme, symbologie. Symbolique et symbolisme sont liés. 1) "Le symbole est un signe concret évoquant par un rapport naturel quelque chose d'absent ou d'impossible à percevoir" (André Lalande, Vocabulaire technique et critique de la philosophie). 2) Le symbolisme des métaux concerne d'une part leur capacité à signifier, peut-être à agir, influencer, activer, d'autre part leur statut à être interprétées. 3) La symbolique des métaux concerne le système signifiant des métaux : d'une part, ils forment ensemble un système, un tout, un ensemble, un complexe, d'autre part, chacun entre dans un réseau (chacune appelle son opposé, son proche, etc.). 4) La symbologie est la théorie : histoire, usages, valeurs...
- Syntaxe, sémantique, pragmatique. L'approche sémiotique, depuis Charles W. Morris[1], examine trois points de vue, qui peuvent s'appliquer aux métaux : 1) la syntaxe (les rapports entre métaux), 2) la sémantique (le sens des métaux, ce qu'ils désignent indirectement, par analogie naturelle) [soit relation signifiant/signifié, soit relation signe/référent], 3) la pragmatique (l'utilisation symbolique des métaux dans une situation de communication).

## Le système des métaux
Une symbolique implique un système, c'est-à-dire une complexité variée (elle comporte plusieurs éléments), interactive (ses éléments agissent les uns sur les autres), organisée (elle obéit à un ordre, tel que succession, priorité), totale (quand on modifie un élément les autres sont modifiés) et finalisée (elle vise un but, en général la signification). Les métaux, même symboliques, forment système. Or et argent vont de pair.

## Analogies et correspondances; synesthésies
- Voir : Analogies et correspondances.

Pour saisir le symbolisme d'un métal, il est souvent pertinent de noter les correspondances établies ou les synesthésies ressenties.
Voici une liste de correspondances chez les amateurs de symbolique ou d'occulte, qui ne fait pas l'unanimité. "L'or correspond au Soleil, est en affinité avec le béryl et la sardoine. L'argent correspond à la Lune, est en affinité avec le cristal de roche et l'hyacinthe. Le mercure correspond à Mercure, est en affinité avec l'agate. Le cuivre correspond à vénus, est en affinité avec l'émeraude. le fer correspond à Mars, est en affinité avec le diamant. L'étain correspond à Jupiter, est en affinité avec le saphir. Le plomb correspond à Saturne, est en affinité avec l'onyx."
Un « lapidaire astrologique », dont la première mention serait à trouver dans le Damigéron-Evax, donne le premier tableau de correspondances.
| Métal ou divinité           | Pierre précieuse | Signe zodiacal |
| --------------------------- | ---------------- | -------------- |
| Mercure ou vif argent noble | diamant          | Gémeaux        |
| vif-argent vulgaire         | cristal de roche | Vierge         |
| Mars (fer)                  | rubis            | Bélier         |
| Vénus (Cuivre)              | émeraude         | Taureau        |
| Jupiter (étain)             | topaze           | Sagittaire     |
| Saturne (plomb)             | grenat           | Capricorne     |
| Lune/ Séléna (argent)       | saphir           | Cancer.        |

## Techniques de décodage
Il y a deux degrés dans l'art de décoder (identifier et interpréter) les symboles, leur code : le déchiffrage et le décryptage. Quand on déchiffre, on connaît le code ; quand on décrypte : on ne le connaît pas.
- Première technique : identifier les objets liés à tel métal. Quels sont le ou les points communs ?
- Deuxième technique : examiner les rapports avec les autres métaux. À quel métal tel objet est-il opposé, auquel est-il accouplé, auquel est-il similaire ?
- Troisième technique : quel effet produit psychologiquement tel métal ?
- Quatrième technique : que disent les traditions (proverbes, mythes, contes, etc.) et les idéologues (philosophes, théologiens, iconographes, etc.) ?
- Cinquième technique : quel hiéroglyphe, quel symbole graphique désigne tel métal ?

## Histoire
Dans un mythe des races célèbre, Hésiode, dans sa Théogonie (VIIIe s. av. J.-C.) raconte la succession des diverses races d’hommes apparues sur la terre. Les cinq races qu’il énumère s’ordonnent selon une échelle des valeurs représentée par des métaux : l’or, l’argent, le bronze et le fer. Seule la quatrième race, celle des héros, qui précède la race de fer des hommes d’aujourd’hui, ne correspond à aucune espèce métallique.

## Les métaux et les religions
En Mésopotamie, le dieu Gabil est invoqué comme celui qui "allie le cuivre et l'étain" et celui qui "raffine l'argent et l'or". Les métaux figurent parmi les pierres dont l'influence est jugée bénéfique, mais l'or, l'argent, l'étain, le fer et le plomb sont placés sur le même plan que la cornaline, l'hématite, le lapis-lazuli et autres pierres semi-précieuses. Une certaine mystique, la même qui attribuait des nombres aux dieux, associait l'argent à Anu, l'or à Enlil et le cuivre à Ea. Un texte portant probablement sur Marduk établit une correspondance entre les membres ou organes et les métaux : "L'argent est son crâne, l'or est sa semence."
Dans le temple d’Apollon à Delphes étaient consacrés un radis d’or, une betterave d’argent et un navet de plomb (Pline, Histoire naturelle, XIX, 86).

## Les métaux selon l'ésotérisme

### Les métaux en alchimie
L'alchimie reconnaît sept métaux dont deux sont parfaits (l'Or et l'Argent) et cinq sont "vils" (le cuivre, le fer, l'étain, le plomb et le mercure). Éliphas Lévi ajoute ceci : « Les Anciens, outre les sept métaux, admettaient cinq demi-métaux, que nous appelons maintenant : régule d’antimoine, bismuth, zinc, régule d’arsenic et régule de cobalt », ce dernier inconnu autrefois. Le grand problème est celui de savoir avec quelle matière commence le Grand œuvre, si c'est un métal ou non, et, si c'est un métal, lequel (c'est souvent le plomb ou le mercure) ?

### Les métaux en astrologie
Tycho Brahe (lettre du 17 août 1588 à Christoph Rothmann) rappelle les correspondances : « Les sept planètes dans le ciel sont ce que sont les sept métaux dans la terre et ce que sont dans l’homme les sept organes principaux… Le Soleil et la Lune correspondent aux deux métaux les plus nobles, l’or et l’argent, et aux deux organes principaux, le cœur et le cerveau ; Jupiter et Vénus correspondent à l’étain et au cuivre, au foie et aux reins… ; Mercure correspond au mercure terrestre ou vif-argent, et au poumon. »